# Laguna Lejía
La Laguna Lejía est un lac salé de l'altiplano chilien situé dans la région d'Antofagasta, dans le Nord du pays. Le paysage est dominé par les volcans Chiliques, Láscar, Aguas Calientes et Acamarachi.